# Saint-Didier (Vaucluse)
Saint-Didier ist eine französische Gemeinde mit 2.192 Einwohnern (Stand 1. Januar 2022) im Département Vaucluse in der Region Provence-Alpes-Côte d’Azur. Sie gehört zum Kanton Pernes-les-Fontaines im Arrondissement Carpentras.

## Lage
Saint-Didier liegt östlich von Avignon, unweit von Carpentras und Pernes-les-Fontaines. Das Dorf befindet sich am Fuße der Monts de Vaucluse, südwestlich des Mont Ventoux. Das Gemeindegebiet gehört zum Regionalen Naturpark Mont-Ventoux.

## Einwohnerentwicklung
| Jahr      | 1962 | 1968 | 1975 | 1982 | 1990 | 1999 | 2008 | 2017 |
| --------- | ---- | ---- | ---- | ---- | ---- | ---- | ---- | ---- |
| Einwohner | 795  | 1024 | 1067 | 1313 | 1657 | 1847 | 2084 | 2144 |

## Geschichte
Im Jahr 1160 kaufte Franco, Bischof von Carpentras die Befestigung von Raimund V. dem Grafen von Tholosen ab. Hier tauchte erstmals der Name S. Desiderii auf.
In der Renaissance dann gab es verschiedentliche Herren von St. Didier, namentlich die Thézan, die Venasque, die Seguin-Vassieux, die Guesc, die Modène, die Raffélis de Tertulle und die Chaylus.

## Sehenswürdigkeiten
In den Nachbargemeinden Carpentras und Monieux wurden drei Weiheinschriften für den gallo-römischen Lokalgott Mars Nabelcus gefunden.
Das Schloss Thézan mit seinem Ehrenhof liegt im Süden der Gemeinde. Das Eingangsportal und die Treppe sind seit dem 30. September 1975 denkmalgeschützt, genauso wie die Innendekoration des Festsaals und des grand salons, sowie der Kamin des Lesesaals.
Die Kirche aus dem 16. Jahrhundert wurde 1758 überarbeitet und besitzt einen überdachten Durchgang am Unterteil des Glockenturms. Das Kirchengebäude, das Durchgangsgewölbe und der Glockenturm sind seit dem 21. November 1973 denkmalgeschützt.
Das alte Kloster Sainte-Garde-des-Champs stammt aus dem 19. Jahrhundert. Das Seitenportal der Kapelle beinhaltet eine Statuennische und ist mitsamt dem Klostergebäude seit dem 23. April 1981 denkmalgeschützt.
Sehenswert sind auch die Waschhäuser und Springbrunnen. Der Springbrunnen am Kirchplatz ist seit dem 28. Oktober 1949 denkmalgeschützt.
Weiterhin gibt es ein Freilichtmuseum für „Lockpfeifen, Tiere und Trüffel“.

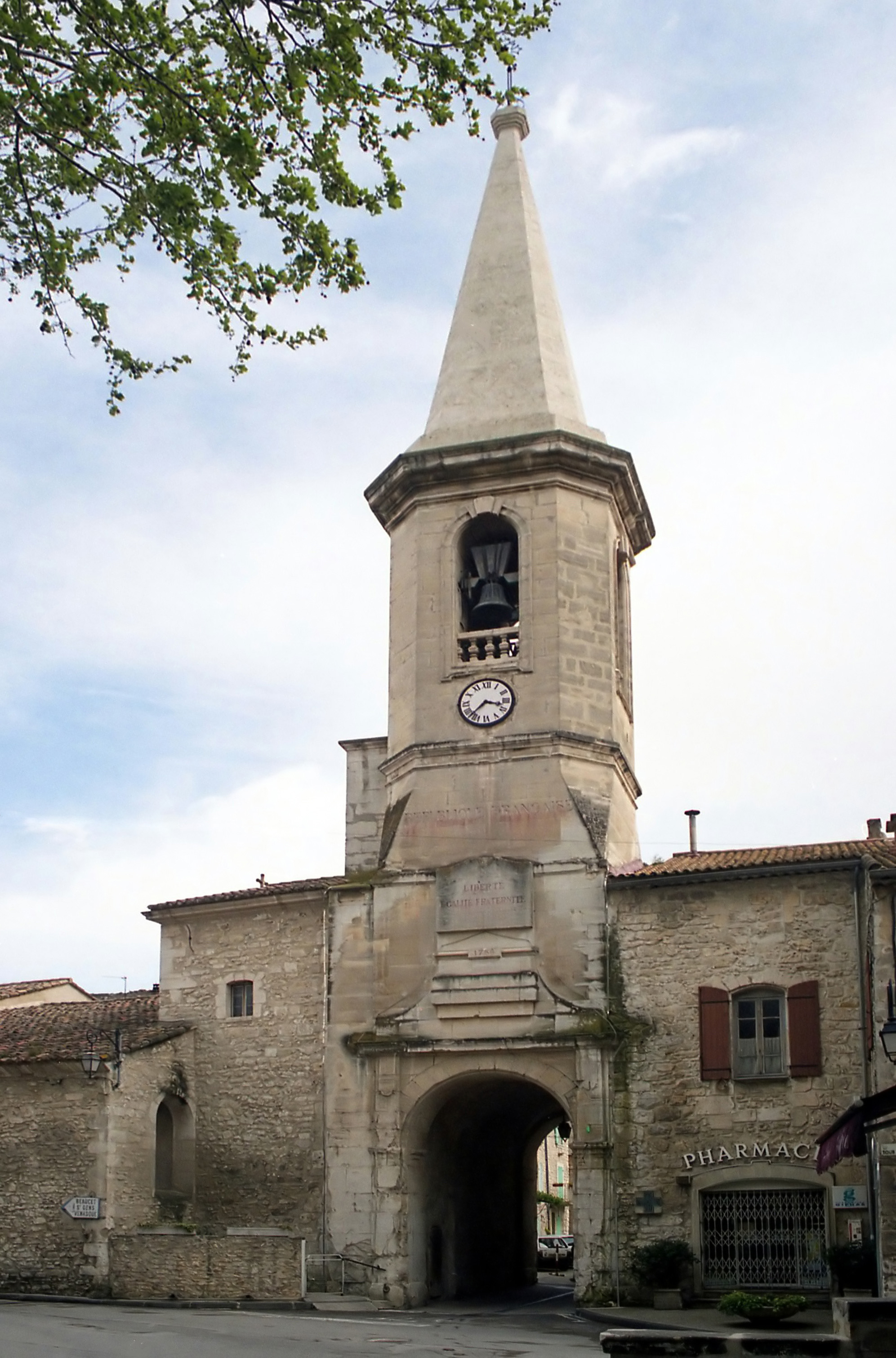
Kirche
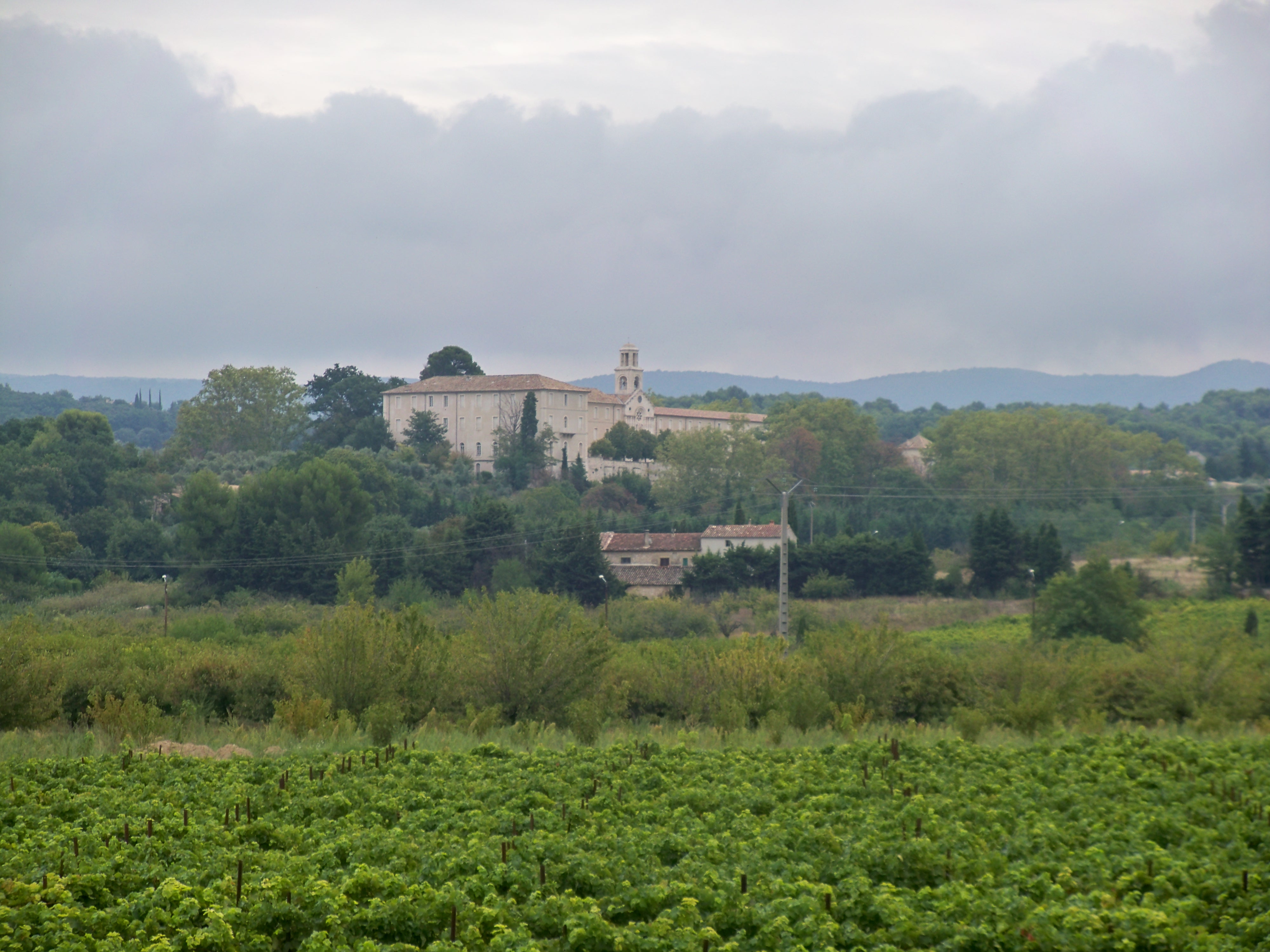
Kloster Sainte-Garde-des-Champs
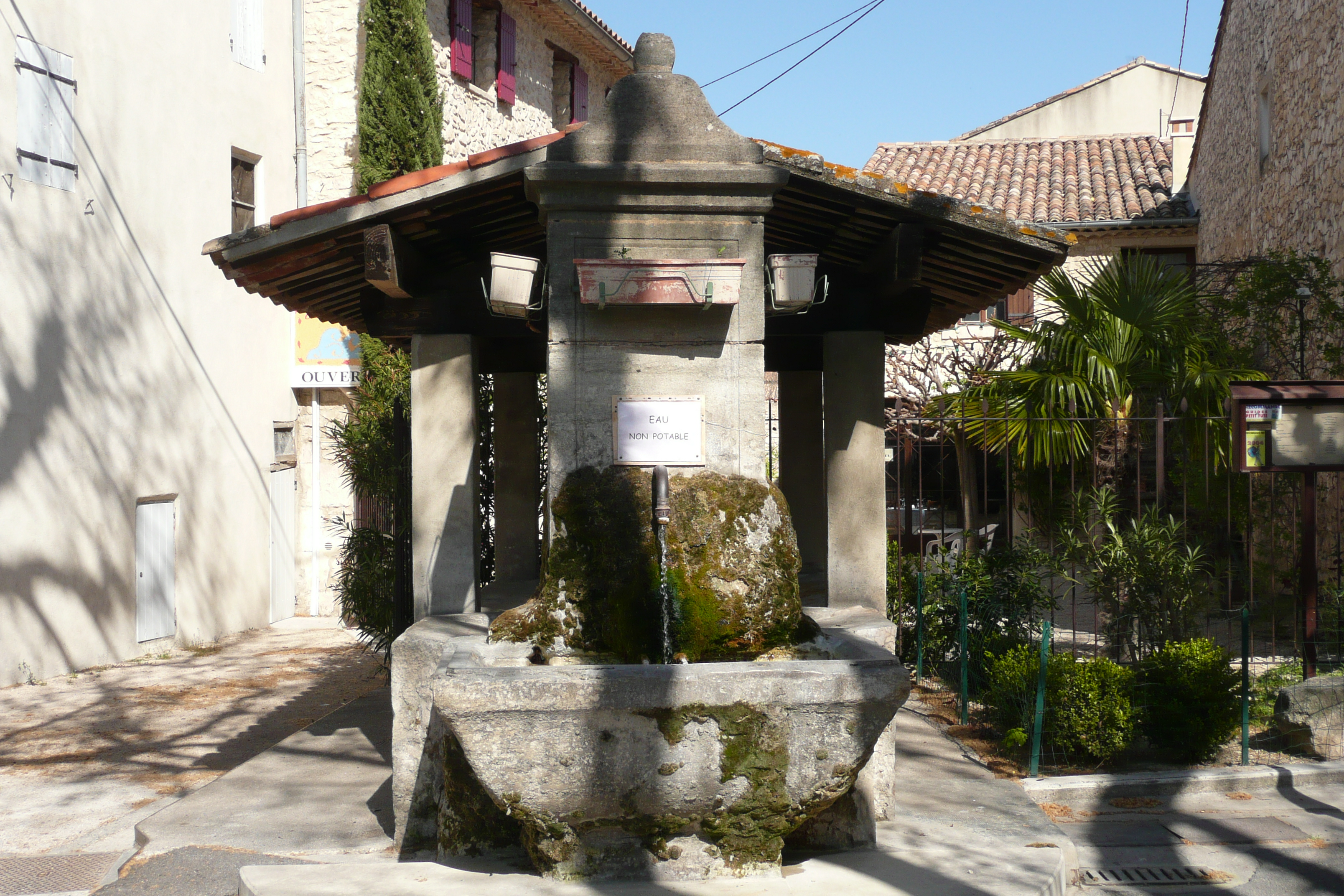
Springbrunnen

## Persönlichkeiten
- Marcel Delabarre (1892–1943), französischer Autorennfahrer
- Jules Laurens (1825–1901), französischer Maler und Lithograph, wohnte seit 1880 in Saint-Didier.